# Lactitol
Lactitol is een polyol (of suiker-alcohol) die zowel wordt gebruikt als kunstmatige zoetstof en als laxeermiddel.
Lactitol heeft 0,4 keer de zoetkracht van suiker. Het komt niet in de natuur voor, maar wordt verkregen uit lactose (melksuiker). Het heeft een zoete smaak -zonder bijsmaak- en wordt gebruikt in een aantal voedingsmiddelen, waaronder in kauwgom.
Bij gebruik van gemiddeld meer dan 15 tot 20 gram per dag kan lactitol laxerend werken. Het is in Nederland dan ook sinds 1989 verkrijgbaar als laxeermiddel (Importal). Het behoort tot de osmotisch werkende laxeermiddelen: het houdt water vast in de darmen, met als gevolg dat de inhoud van de darmen langzaam zachter en groter wordt. Bovendien wordt bij gebruik van de stof de peristaltische beweging van de darmen gestimuleerd.